# Hermann Doverin
Hermann Doverin (biographische Angaben nicht zu ermitteln) war ein deutscher Kameralist der Frühen Neuzeit. Nach eigener Angabe stammte er aus Kreuznach.
Doverin zählt zum Kreise der Gelehrten, die Ratgeberliteratur für die Herrscher des frühneuzeitlichen Territorialstaates zur Staatsfinanzierung und Steuererhebung geschrieben haben. Er steht in der Tradition Giovanni Boteros. Sein Hauptwerk Trinum Secretum Politicorum (Straßburg, 1623) ist eine umfassende Politiktheorie in drei Teilen, die ergänzt wird durch eine finanzpolitische Schrift. Es wird gemutmaßt, dass Doverin unter dem Synonym von Steinburg auch das Werk Mammona oder Schlüssel deß Reichthumbs, Welcher eröffnet die rechtmessige und würckliche Mittel, dardurch eines jeden Stands Geföll und Einkunfften vermehret, auch bestendig erhalten werden mögen, erschienen ebenfalls 1623 in Straßburg, veröffentlichte.
Rezipiert wird er vor allem in der Dogmengeschichte der Nationalökonomie sowie in der deutschen Rechtsgeschichte.